# 사나이 현주소
"사나이 현주소"는 한국에서 제작된 이상구 감독의 1971년 영화이다. 장동휘 등이 주연으로 출연하였고 전석진 등이 제작에 참여하였다.

## 출연

### 주연
- 장동휘
- 오지명